# Arena do Grêmio
Die Arena do Grêmio ist ein Fußballstadion im Stadtviertel Humaitá der brasilianischen Stadt Porto Alegre im Bundesstaat Rio Grande do Sul. Die privatfinanzierte Anlage bietet 60.540 Plätze. Die Arena ist die Heimspielstätte des Fußballvereins Grêmio FBPA und wurde am 8. Dezember 2012 mit einem 2:1-Sieg von Grêmio gegen den Hamburger SV eröffnet. Bei der in Brasilien ausgetragenen Fußball-Weltmeisterschaft 2014 wurde es hingegen lediglich als Trainingsplatz genutzt. Stattdessen wurde im Estádio Beira-Rio von Lokalrivale SC Internacional gespielt. 
Im Dezember 2024 übernahm Grêmio ein Drittel der ausstehenden Schulden der Arena do Grêmio. Für den Erwerb zahlte Grêmio 20 Mio. Real der Schulden, welche sie sich auf rund 75,46 Millionen Real beliefen.

## Galerie

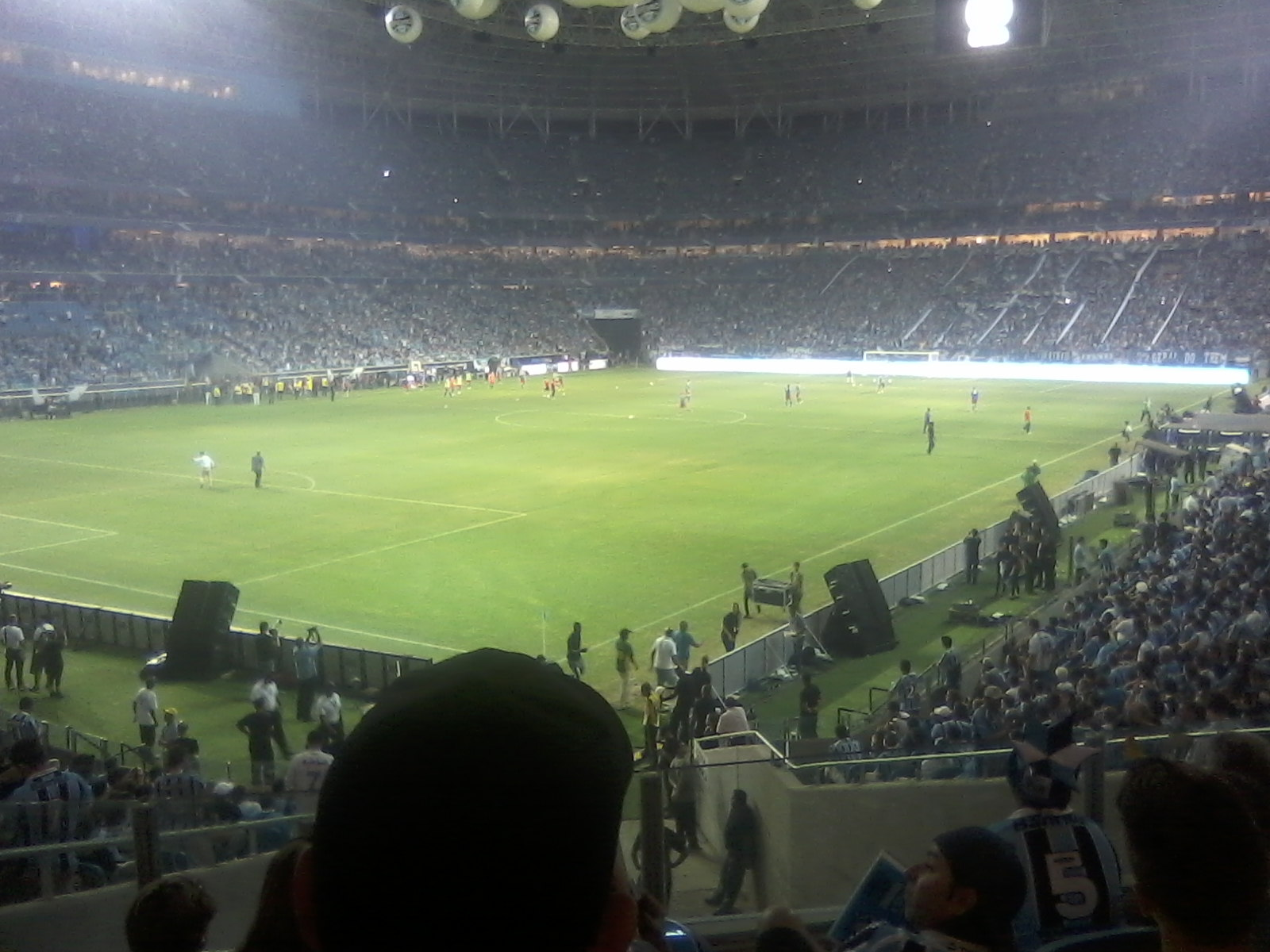
Die Arena do Grêmio am 8. Dezember 2012, dem Tag ihrer Eröffnung
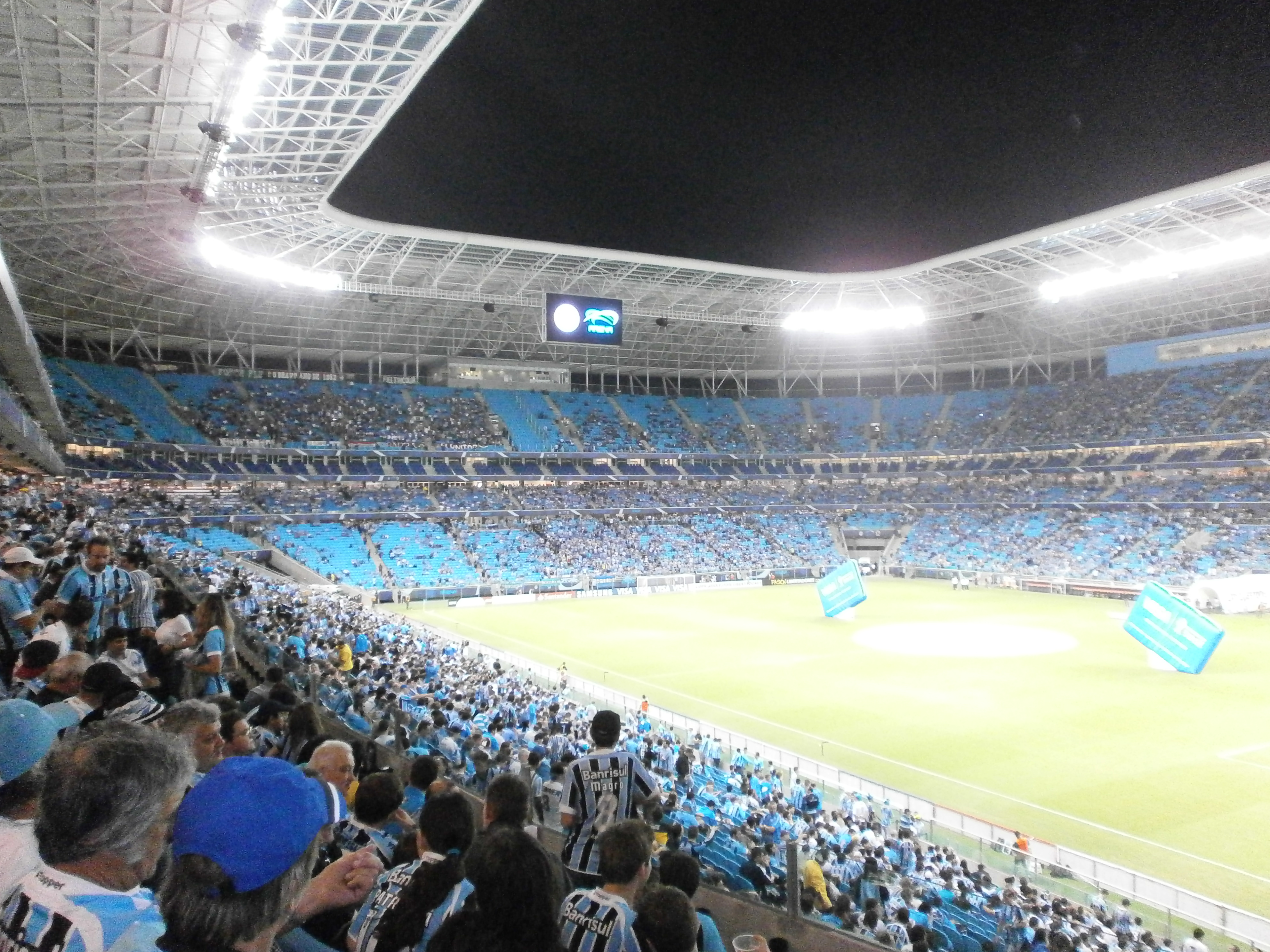
Spiel von Grêmio gegen Fluminense (0:0) während der Copa Libertadores 2013.
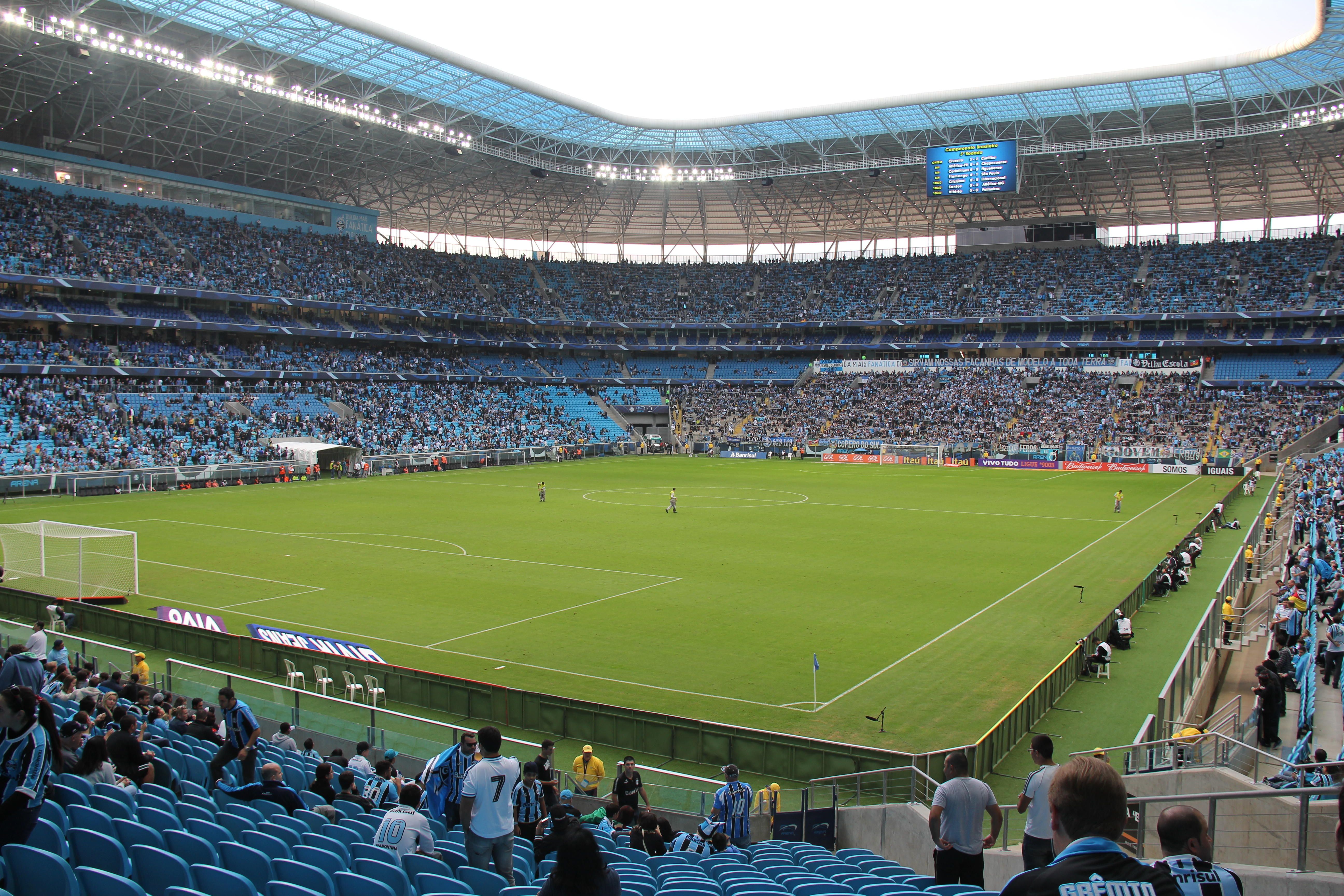
Die Arena do Grêmio (2014)